# Korpilombolo församling
Korpilombolo församling var en församling i Luleå stift, i Pajala kommun, Norrbottens län. Församlingen uppgick 2010 i Pajala församling.

## Administrativ historik
Församlingen bildades 20 juni 1856 genom utbrytningar ur Övertorneå, Överkalix och Pajala socknar. Församlingen var en kapellförsamling lydande under Övertorneå församling fram till 1 maj 1920 då den avsöndrades till eget pastorat. Från 2008 till 2010 ingick församlingen i pastorat med Pajala församling. 2010 upphörde församlingen då den uppgick i Pajala församling.

## Befolkningsutveckling
| Befolkningsutvecklingen i Korpilombolo församling 1860–2005 | Befolkningsutvecklingen i Korpilombolo församling 1860–2005 | Befolkningsutvecklingen i Korpilombolo församling 1860–2005 | Befolkningsutvecklingen i Korpilombolo församling 1860–2005 | Befolkningsutvecklingen i Korpilombolo församling 1860–2005 |
| --- | ----------------------------------------------------------- | ----------------------------------------------------------- | ----------------------------------------------------------- | ----------------------------------------------------------- |
| |                                                             |                                                             |                                                             |                                                             |
| År |                                                             |                                                             | Folkmängd                                                   |                                                             |
| 1860 | 1860                                                        |                                                             | 962                                                         |                                                             |
| 1870 | 1870                                                        |                                                             | 1 096                                                       |                                                             |
| 1880 | 1880                                                        |                                                             | 1 415                                                       |                                                             |
| 1890 | 1890                                                        |                                                             | 1 732                                                       |                                                             |
| 1900 | 1900                                                        |                                                             | 1 990                                                       |                                                             |
| 1910 | 1910                                                        |                                                             | 2 005                                                       |                                                             |
| 1920 | 1920                                                        |                                                             | 2 261                                                       |                                                             |
| 1930 | 1930                                                        |                                                             | 2 747                                                       |                                                             |
| 1935 | 1935                                                        |                                                             | 3 133                                                       |                                                             |
| 1940 | 1940                                                        |                                                             | 3 476                                                       |                                                             |
| 1945 | 1945                                                        |                                                             | 3 678                                                       |                                                             |
| 1950 | 1950                                                        |                                                             | 3 914                                                       |                                                             |
| 1955 | 1955                                                        |                                                             | 3 995                                                       |                                                             |
| 1960 | 1960                                                        |                                                             | 3 780                                                       |                                                             |
| 1965 | 1965                                                        |                                                             | 3 334                                                       |                                                             |
| 1970 | 1970                                                        |                                                             | 2 690                                                       |                                                             |
| 1975 | 1975                                                        |                                                             | 2 163                                                       |                                                             |
| 1980 | 1980                                                        |                                                             | 1 849                                                       |                                                             |
| 1985 | 1985                                                        |                                                             | 1 667                                                       |                                                             |
| 1990 | 1990                                                        |                                                             | 1 509                                                       |                                                             |
| 1995 | 1995                                                        |                                                             | 1 365                                                       |                                                             |
| 2000 | 2000                                                        |                                                             | 1 190                                                       |                                                             |
| 2005 | 2005                                                        |                                                             | 1 052                                                       |                                                             |
| Anm: För åren 1860-1945: befolkning enligt folkräkning 31 december enligt den administrativa indelningen den 1 januari följande år. 1950 avser befolkning enligt folkräkning den 31 december enligt den administrativa indelningen den 1 januari 1952. 1960-1970 avser befolkning enligt folkräkning den 1 november enligt den administrativa indelningen den 1 januari följande år. För åren 1955 samt 1975-2005: befolkning 31 december enligt den administrativa indelningen den 1 januari följande år. |                                                             |                                                             |                                                             |                                                             |

## Kyrkor
- Korpilombolo kyrka

## Kyrkoherdar
- 1920–1929: Pär Olov Petterssån
- 1930–1940: August Samuelsson
- 1940–1948: Arthur Degerman
- 1949–1978: Bertil Ekman
- 1978–1981: Jan Verner Ingemar Skåring

Källa: 

### Kapellpredikanter
| 1859–1864 | Erik Anders Stenborg | 1827–1909 | Senare kyrkoherde i Karl Gustavs församling. |
| 1873–1894 | Johan Petter Wallin  | 1839–1928 | Senare kyrkoherde i Övertorneå församling.   |
| 1895–1899 | Otto W. Zeidlitz     | 1860–1943 | Senare kyrkoherde i Pajala församling.       |
| 1899–1920 | Pär Olov Petterssån  | 1867–1929 | Senare kyrkoherde i församlingen.            |